# 王家谟
王家谟（1906年12月13日—1927年11月18日），曾用名王嘉谟、王嘉漠、家伦、亦政、一贯等，浙江象山县人，中国共产党早期人物。

## 生平
1916年，王家谟入象山县立高等小学。1919年，曾为象山丹城镇西门外仇货检查站负责人。1920年，王家谟高小毕业后被介绍到象山县衙门县公署司书室当练习生，学习抄写。1922年他辞去衙门的职务，随叔父王丹泉至宁波交易所经纪人事务处学生意。1923年，受聘到丹城姜氏学堂任小学教员，期间创办了平民夜校。1924年，贺威圣在上海大学社会科学系学习，暑假期间返乡探亲，趁机准备在丹城举办一个讲习所宣传马克思主义，得到王家谟的积极支持。1925年，由贺威圣介绍，王家谟加入了中国共产党。同年1月23日晚上，象山县召开第一次中国共产党支部大会，产生了第一个支部委员会，杨永清任支部书记，王家谟负责支部的组织工作。
1925年春，王家谟参加团体“乐群学会”。2月，他联合社会各界成立象山国民会议促进会。五卅运动中，他联合象山各界成立象山五卅惨案外交后援会。8月，加入中国社会主义共青团。10月，王家谟任共青团象山支部组织委员，以小学教员的身份作掩护，参与创办团体“鸣社”，编辑出版革命报纸《鸣报》，发起成立象山青年娱乐社。1926年初，王家谟调宁波工作，以启明女子中学教师为掩护，在中共宁波地委作抄写工作，后任技术书记；期间参与发动和丰纱厂工人运动和四明中学学生的革命活动。4月，被增补为中共宁波地委委员，并任组织部主任，参与创办宁波和丰纱厂工人夜校。1926年底（或1927年1月），王家谟赴上海参加党训班学习。1927年2月，上海区委全体会议讨论江浙区党的第一次代表大会筹备事宜，成立以周恩来、赵世炎、徐伟为首的7人组织问题委员会，王家谟被推荐为成员之一。1927年3月，兼任宁波《民国日报》副刊编辑。
四一二事变爆发后，国民党在宁波率先进行清党。4月参加中国共产党第五次全国代表大会，但代表资格尚未完全确定。同月中旬，王嘉谟出任宁波地委代理书记（6月为书记），多次召开秘密会议，设法营救被捕人员。6月至7月，任中共浙江省宁波地方执行委员会书记。同年7月，中共浙江省委组织部遭破坏，王嘉谟调任省委组织部主任。8月，省委书记庄文恭因病向中央辞去书记职务。在省委书记未确定期间，王嘉谟代理中共浙江省委书记的职务。9月27日，中央派王若飞到浙江改组省委，当天召开省委会议。王若飞作政治报告，王嘉谟代表省委汇报浙江党的工作情况。省委改选后，王嘉谟仍任常委、组织部主任。
9月29日，中共浙江省委书记张秋人被捕，省委机关遭到严重破坏。10月，中共浙江省委根据中央指示精神，成立浙东暴动委员会，王嘉谟任主任委员。他代表省委制订了一个北起钱塘江、南至温州湾的《浙东暴动计划》，内容为发动农民大暴动、进行土地革命、建立红色政权。11月初，王嘉谟在宁波南门范家祠堂召开党团员积极分子大会，动员大家到各地去组织暴动。由于省委一名政治交通员被捕，《浙东暴动计划》和各地领导暴动的人员名单等绝密文件被截获。王嘉谟不知有变，仍按计划于11月12日乘船至温州，在东门高殿被逮捕。1927年11月18日，被杀害于温州东门外狮虎山（今紫福山）。后被追认为革命烈士。

## 身后
王家谟被害后，遗骸由母亲运回象山，葬于丹城镇西门外鸡笼山东北麓。1983年，象山县人民政府为其立碑，1986年成为县级文物保护单位。